# Aggersborg Sogn
Aggersborg Sogn er et sogn i Vesthimmerlands Provsti (Viborg Stift).
I 1800-tallet var Bejstrup Sogn anneks til Aggersborg Sogn. Begge sogne hørte til Øster Han Herred i Hjørring Amt. Trods annekteringen blev Aggersborg en selvstændig sognekommune. Den blev ved kommunalreformen i 1970 indlemmet i Løgstør Kommune, som ved strukturreformen i 2007 indgik i Vesthimmerlands Kommune.
I Aggersborg Sogn ligger Aggersborg Kirke.
I sognet findes følgende autoriserede stednavne:
- Aggersborg – udgravet vikingeborg.
- Aggersund (bebyggelse, ejerlav, vandareal)

- Bjerge Å (vandareal)
- Borredige (bebyggelse)
- Borreholm (areal)
- Krøldrup (bebyggelse, ejerlav)
- Kærhuse (bebyggelse)
- Langholm (areal)
- Sønder Tranholme (areal)
- Thorup (bebyggelse, ejerlav)
- Trehøje (areal)
- Ullerup (bebyggelse, ejerlav)
- Ullerup Langholm (areal)